# Tempête tropicale Ana (2003)
Pour les articles homonymes, voir Cyclone tropical Ana.
La tempête tropicale Ana est le premier phénomène cyclonique de la saison 2003. C'est la seule tempête tropicale à s'être formée dans l'Atlantique en avril depuis que les statistiques en sont faites, mais on note un autre cyclone subtropical non nommé formé en avril 1992. Naturellement, il est possible que d'autres tempêtes du genre se soit formées antérieurement quand les moyens de détection, tels les satellites et les vols de reconnaissance, étaient moins perfectionnés. C'est la 5e utilisation du nom Ana pour une tempête tropicale, après 1979, 1985, 1991 et 1997. Ce nom est à nouveau utilisé dans la liste de 2009.

## Historique
Ana s'est formée comme un cyclone subtropical le 20 avril à 200 km des Bermudes et commença à prendre rapidement une caractéristique tropicale car dès le 21, elle développa un centre chaud et fut classée tempête tropicale. Le 24 avril, elle redevint un cyclone extratropical et fut absorbée par un système frontal près du Portugal deux jours plus tard.

## Bilan
N'ayant atteint aucune terre habitée, Ana n'a provoqué aucun dégât. Cependant, la forte houle générée par le phénomène a causé le naufrage d'une embarcation au large de la Floride et la noyade de deux personnes.